# Kortney Hause
Kortney Paul Duncan Hause (16 de juliol de 1995) és un futbolista professional anglès que juga de defensa per l'Aston Villa FC de la Premier League.